# 新烏克蘭卡區
新烏克蘭卡區（烏克蘭語：Новоукраїнський район）是烏克蘭基洛夫格勒州西部的一個區，行政中心設於新烏克蘭卡，人口数量为138,509人（2021年估计）。

## 历史
原新乌克兰卡区的面积为1,668平方公里，2020年人口達39,968。
2020年7月18日乌克兰實施行政区重劃，基洛夫格勒州21個區和4個州轄市整併為4個區，新乌克兰卡区的面积显著增加。原多布羅韋利奇基夫卡區、小維斯卡區及新米爾霍羅德區合并至新乌克兰卡区。

## 行政区划
新乌克兰卡区下分为13个市镇，以下依市鎮人口由多到少排列：

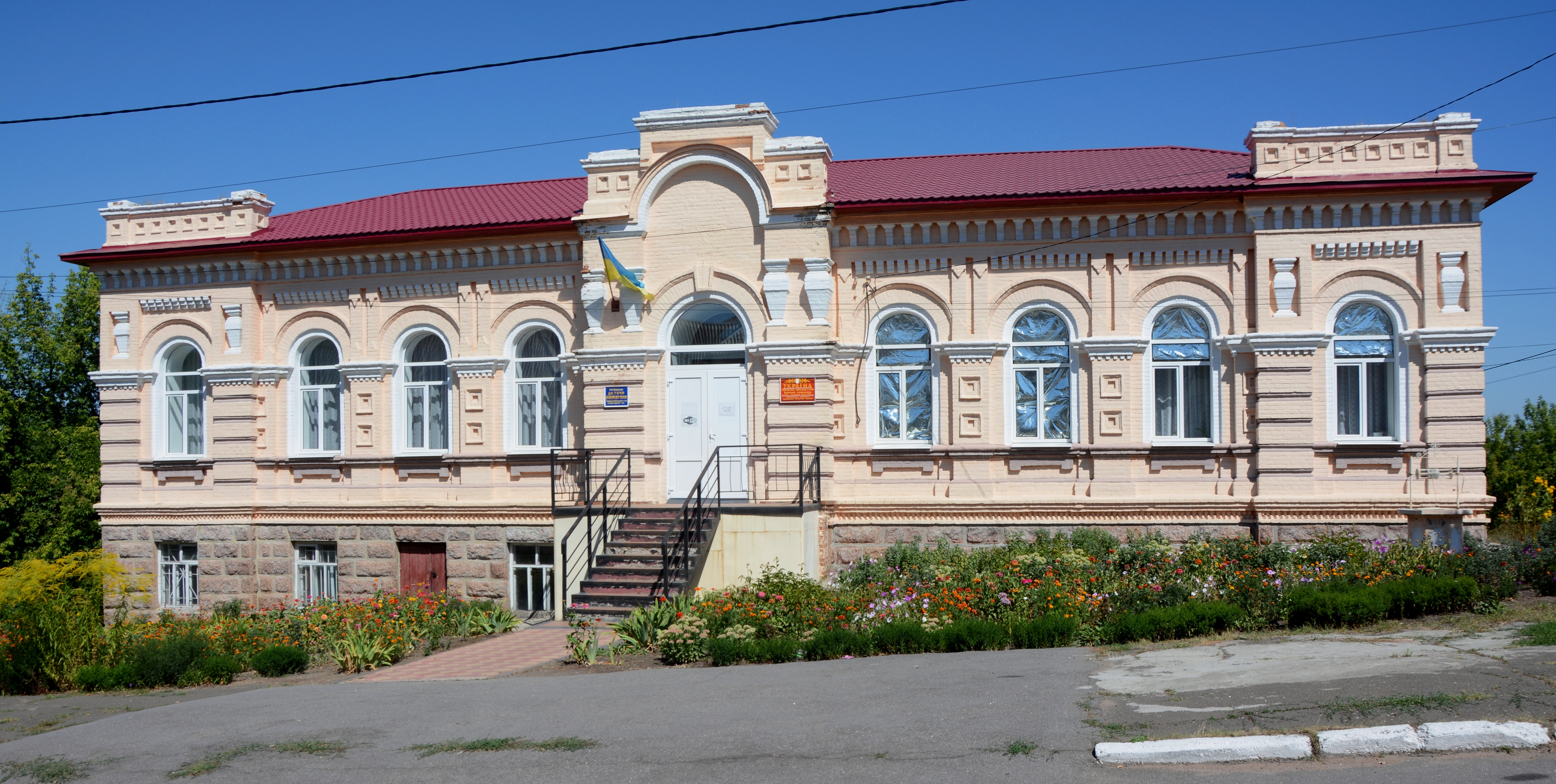
新米爾霍羅德市鎮（烏克蘭語：Новомиргородська міська громада）
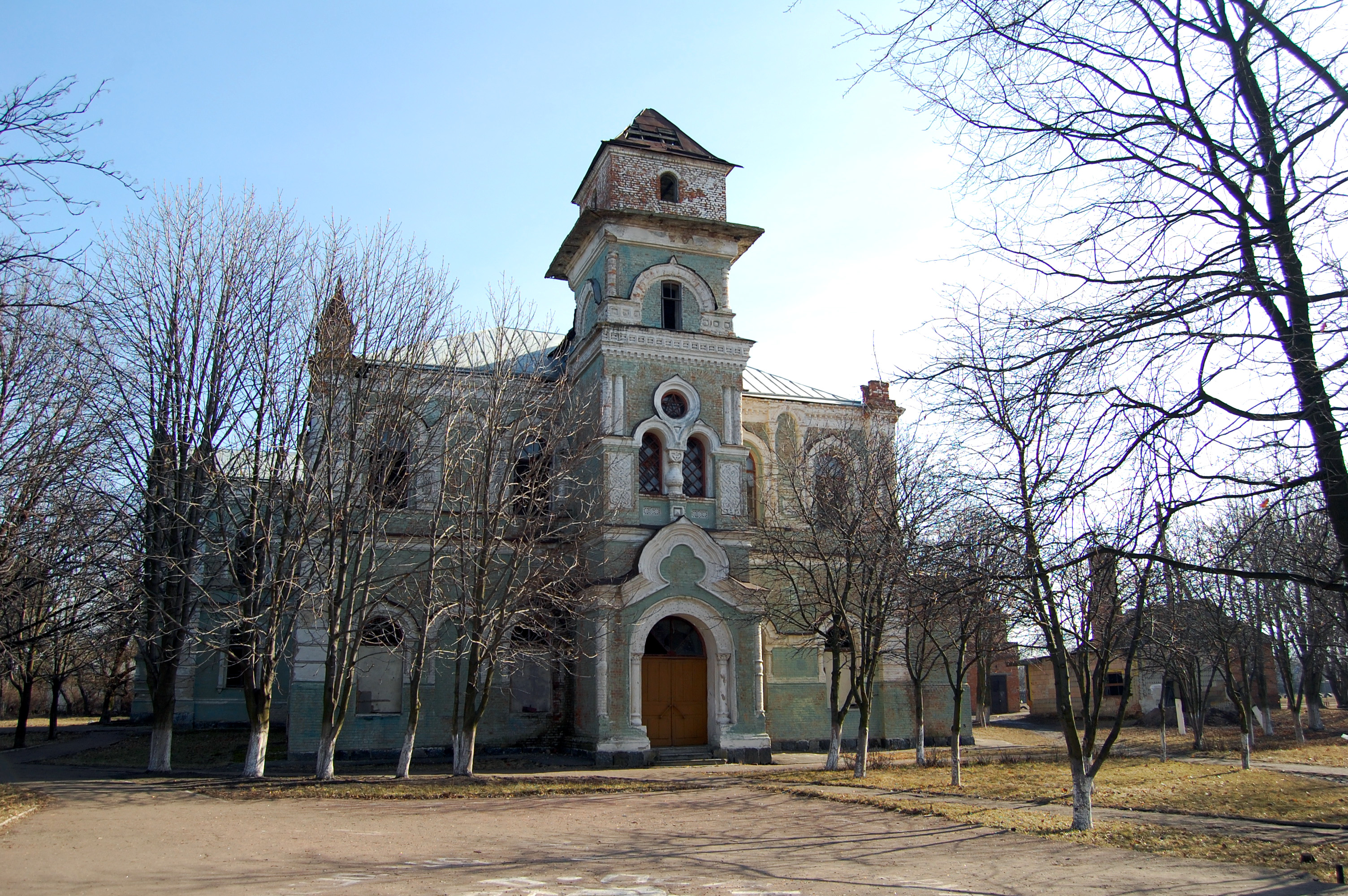
新米爾霍羅德

- 新烏克蘭卡市鎮（烏克蘭語：Новоукраїнська міська громада）
- 小維斯卡市鎮（烏克蘭語：Маловисківська міська громада）
- 斯莫利內市鎮（烏克蘭語：Смолінська селищна громада）
- 多布羅韋利奇基夫卡市鎮（烏克蘭語：Добровеличківська селищна громада）
- 里夫內市鎮（烏克蘭語：Рівнянська сільська громада）
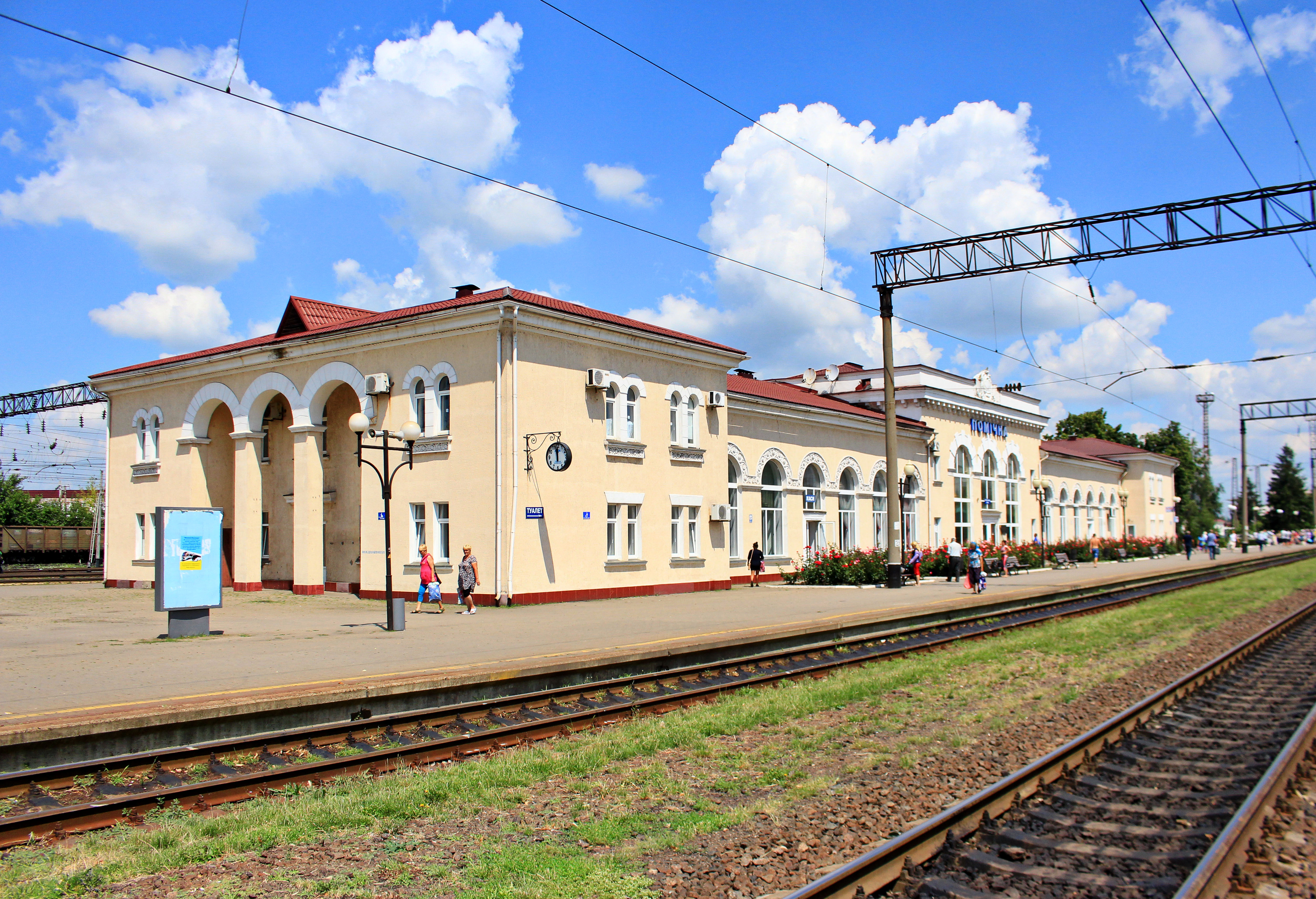
波米奇納市鎮（烏克蘭語：Помічнянська міська громада）
- 皮夏尼布里德市鎮（烏克蘭語：Піщанобрідська сільська громада）
- 茲林卡（烏克蘭語：Злинка (село)）市鎮（烏克蘭語：Злинська сільська громада）
- 馬爾亞尼夫卡市鎮（烏克蘭語：Мар'янівська сільська громада）
- 赫洛多西（烏克蘭語：Глодоси）市鎮（烏克蘭語：Глодоська сільська громада）
- 蒂什基夫卡市鎮（烏克蘭語：Тишківська сільська громада）
- 漢尼夫卡（烏克蘭語：Ганнівка (Ганнівська сільська громада)）市鎮（烏克蘭語：Ганнівська сільська громада）

- 新烏克蘭卡
- 新米爾霍羅德
- 波米奇納